# NGC 2760
NGC 2760 je galaksija u zviježđu Žirafi.

## Vanjske poveznice
- SEDS: NGC 2760